# القوات البرية المشاركة في معركة أوكيناوا

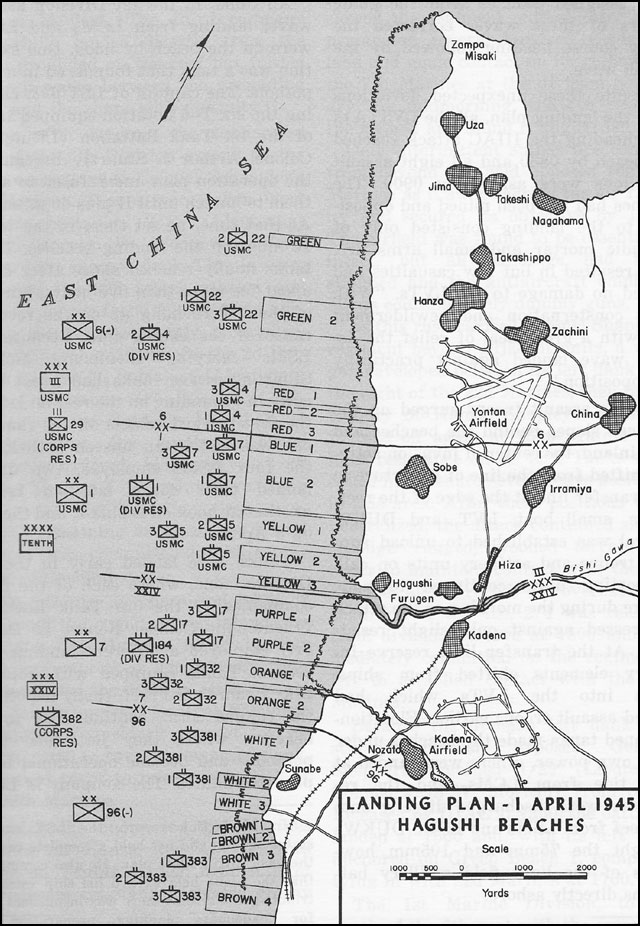
شواطئ الإنزال على أوكيناوا

وقعت عملية الغزو الأمريكي لجزيرة أوكيناوا، التي تحمل الاسم الرمزي عملية جبل الجليد، في 1 أبريل 1945. كان الجيش الياباني عازماً على رفع معدل الخسائر لأعلى درجة لدفع الحكومة الأمريكية على الإقلاع عن غزو جزر الوطن اليابانية. ولهذا الغرض، غُطيّ الجزء الجنوبي من الجزيرة بأكبر نظام من التحصينات وميادين الرمي التي لم يشهدها مسرح حرب المحيط الهادئ حتى ذلك الوقت.
لم يعلن عن تأمين الجزيرة حتى 22 يونيو وهي فترة استغرقت 82 يوماً. أصبح الفريق سيمون بوليفار باكنر الابن أعلى رتبة عسكرية في الجيش الأمريكي يقتل في المعركة خلال الحرب العالمية الثانية.

## القوات الأمريكية
الجيش الأمريكي العاشر

الفريق سيمون بوليفار باكنر الابن، الولايات المتحدة الأمريكية، (قتل في المعركة في 18 يونيو)

اللواء روي جيجير، قوات مشاة البحرية الأمريكية (18 يونيو حتى 23 يونيو)

الجنرال جوزف ستيلويل، الولايات المتحدة الأمريكية (منذ 23 يونيو)

### شواطئ الإنزال الشمالية[1]
الفيلق البرمائي الثالث

القائد العام: اللواء روي جيجير، قوات مشاة البحرية الأمريكية
- رئيس الأركان: العميد ميروين إتش. سيلفرثورن، قوات مشاة البحرية الأمريكية
- رئيس أركان المدفعية: العميد ديفيد آر. نيمر، قوات مشاة البحرية الأمريكية

تحمله قوة المهام 53

الشواطئ اليسرى:

كتيبة مشاة البحرية السادسة (24,356 ضابط ومجند)
- قائد الكتيبة: اللواء لمويل س. شيبرد جونيور، قوات مشاة البحرية الأمريكية
- مساعد قائد الكتيبة: العميد ويليام تي كليمنت، قوات مشاة البحرية الأمريكية
  - الفوج البحري الثاني والعشرون؛ الضابط الآمر العقيد مرلين إف. شنايدر، قوات مشاة البحرية الأمريكية – الشواطئ الخضراء؛ ثم العقيد هارولد سي. روبرتس
  - الفوج البحري الرابع؛ الضابط الآمر العقيد ألان شابلي، قوات مشاة البحرية الأمريكية – الشواطئ الحمراء
  - الفوج التاسع والعشرون؛ الضابط الآمر العقيد فيكتور بليسدايل، قوات مشاة البحرية الأمريكية – احتياطي؛ ثم العقيد ويليام جيه والينغ
  - الفوج البحري الخامس عشر (مدفعية)؛ الضابط الآمر العقيد روبرت ب.لوكي، قوات مشاة البحرية الأمريكية

الشواطئ اليمنى:

الفرقة البحرية الأولى (26,274 ضابط ومجند)
- قائد الفرقة: اللواء بيدرو ديل فالي، قوات مشاة البحرية الأمريكية
- مساعد قائد الفرقة: العميد لويس ر. جونز، قوات مشاة البحرية الأمريكية
  - الفوج البحري السابع؛ الضابط الآمر العقيد إدوارد دبليو. سنيديكير، قوات مشاة البحرية الأمريكية – الشواطئ الزرقاء
  - الفوج البحري الخامس؛ الضابط الآمر العقيد جون إتش. غريبيل، قوات مشاة البحرية الأمريكية – الشواطئ الصفراء
  - الفوج البحري الأول؛ الضابط الآمر العقيد آرثر تي. ماسون، قوات مشاة البحرية الأمريكية – احتياطي
  - الفوج البحري الحادي عشر؛ الضابط الآمر العقيد ويلبورت إس. براون، قوات مشاة البحرية الأمريكية

مجموعة المدفعية الاحتياطية الأولى المضادة للطائرات
- الضابط الآمر: العقيد كينيث دبليو. بينر، قوات مشاة البحرية الأمريكية

### شواطئ الإنزال الجنوبية[2]
فيلق الجيش الرابع والعشرون

اللواء جون ر. هودج، الولايات المتحدة الأمريكية

تحمله قوة المهام 55

الشواطئ اليسرى:

كتيبة مشاة البحرية السادسة ("الحربة") (21,929 ضابط ومجند)
- قائد الكتيبة: اللواء أرشيبالد فنسنت أرنولد، الولايات المتحدة الأمريكية
  - فوج المشاة 17 – الشواطئ الأرجوانية
  - فوج المشاة 32 – الشواطئ البرتقالية
  - فوج المشاة 184 – احتياطي
  - كتائب المدفعية الميدانية، مدفعية 105 ملم: الكتيبة 48، الكتيبة 49، الكتيبة 57،
  - كتائب المدفعية الميدانية، 155 ملم: فوج المدفعية الميداني الحادي والثلاثون

الشواطئ اليمنى:

كتيبة الدعم 96 ("ديد آي") (22,330 ضابط ومجند)
- قائد الكتيبة: اللواء جيمس ل.برادلي، الولايات المتحدة الأمريكية
  - فوج المدفعية الميداني 381 – الشواطئ البيضاء
  - فوج المدفعية الميداني 383 – الشواطئ البنية
  - فوج المدفعية الميداني 382 – احتياطي
  - كتائب المدفعية الميدانية، 155 ملم: 361، 362، 921
  - كتائب المدفعية الميدانية، 155 ملم: 363

الاحتياطي:

كتيبة المشاة 27 ("نيويورك") (16,143 ضابط ومجند)
- قائد الكتيبة: اللواء جورج ويسلي غرينر. جونيور، الولايات المتحدة الأمريكية
  - فوج المشاة 105 – هبط بعد يوم 8
  - فوج المشاة 106 – هبط بعد يوم 8
  - فوج المشاة 165 – هبط بعد يوم 8
  - كتائب المدفعية الميدانية، 105 ملم: 104، 105، 249
  - كتائب المدفعية الميدانية، 155 ملم: الكتيبة 106

### الجزر الغربية[3]
جزيرة إي شيما، إلخ.:

كتيبة الدعم 77 ("تمثال الحرية") (20,981 ضابط ومجند)

تحمله قوة المهام 51.1
- قائد الكتيبة: اللواء أندرو ديفيس بروس، الولايات المتحدة الأمريكية
  - فوج المشاة 306 – هبطت يوم 17 أبريل (الشاطئ الأخضر)
  - فوج المشاة 305 – هبطت يوم 17 أبريل (الشاطئان الأحمران 1، 2)
  - فوج المشاة 307 – هبطت يوم 17 أبريل (الشاطئان الأحمران 3، 4)
  - كتائب المدفعية الميدانية، 105 ملم: 304، 305، 902
  - كتائب المدفعية الميدانية، 155 ملم: الكتيبة 306
  - فريق إنزال كتيبة بحرية

## القوات اليابانية

### الجيش الثاني والثلاثون[4][ا]
الفريق ميتسورو أوشيجيما (انتحر على طريقة سيبوكو في 22 يونيو)

حوالي 67,000 رجل جندي مسلح، بما في ذلك. 5,000 من مجندي سكان أوكيناوا
- الفرقة 24
  - الفريق تاتسومي أماميا (قُتل في المعركة في 30 يونيو)
  - فوج المشاة 22
  - فوج المشاة 32
  - فوج المشاة 89
- الفرقة 62
  - الفريق تاكيو فوجيوكا (انتحر في 22 يونيو)
  - اللواء 63
  - اللواء 67
- اللواء المستقل المختلط 44
  - اللواء سوزوكي شيجي (مات في 22 يونيو)

## الملاحظات
1. ↑  كان حجم أي جيش ياباني يعادل حجم فيلق أوروبي-أمريكي.